# Marina Machete
Marina Machete Reis (Palmela, 1 de outubro de 1995) é uma modelo e rainha da beleza portuguesa, vencedora do concurso Miss Universo Portugal 2023. Exerce também funções como Comissaria de Bordo. Representou Portugal no Miss Universo 2023 em San Salvador, El Salvador onde se qualificou no top 20. 
Marina Machete foi uma das duas mulheres transgénero a competir no Miss Universo 2023, sendo a outra Rikkie Valerie Kollé, dos Países Baixos. Antes de Machete e Kollé, apenas uma mulher trans havia participado no Miss Universo, mais especificamente a espanhola Ángela Ponce, em 2018.

## Vida pessoal
Machete nasceu a 1 de outubro de 1995 em Palmela, distrito de Setúbal. Desde a adolescência, tem estado envolvida em diversos projetos sociais em Portugal.
Em 2018, Machete começou a trabalhar como comissária de bordo.

## Concurso de beleza

### Miss Universo Portugal 2023
No dia 5 de outubro de 2023, Machete representou Palmela no Miss Universo Portugal 2023 e competiu contra outras 16 candidatas no Pavilhão de Eventos de Borba. Conquistou o título, sucedendo Telma Madeira. Foi também a primeira mulher transgénero a competir no Miss Universo Portugal.
No mesmo dia, ganhou também o prémio Miss Beautifully Confident, prémio atribuído à candidata que gerou mais atividade nas redes sociais antes do evento.

### Miss Universo 2023
No dia 18 de novembro de 2023, Machete representou Portugal no Miss Universo 2023 em San Salvador, El Salvador. Tendo ficado no top 20 o que a torna na primeira mulher transgénero a se qualificar como semifinalista numa competição da Miss Universo.